# Puhatu
Puhatu är en by (estniska: küla) i Alutaguse kommun i landskapet Ida-Virumaa i nordöstra Estland. Byn ligger vid bäcken Puhatu oja, 24 kilometer åt sydöst från staden Jõhvi. Ett flertal sjöar finns inom byns territoriella område varav Puhatu järv, Martiska järv och Nurkjärv är de största.
I kyrkligt hänseende hör byn till Illuka församling inom den Estniska evangelisk-lutherska kyrkan.
Före kommunreformen 2017 tillhörde byn dåvarande Illuka kommun.